# 洛塔特尼基
49°13′43″N 23°56′9″E / 49.22861°N 23.93583°E
洛塔特尼基（烏克蘭語：Лотатники），是烏克蘭的村庄，位於該國西部利沃夫州，由斯特雷區斯特雷市鎮負責管轄，處於貝雷日尼察河畔，始建於1482年，面積3.56平方公里，海拔高度296米，2001年人口328。